# Technologisches Gewerbemuseum

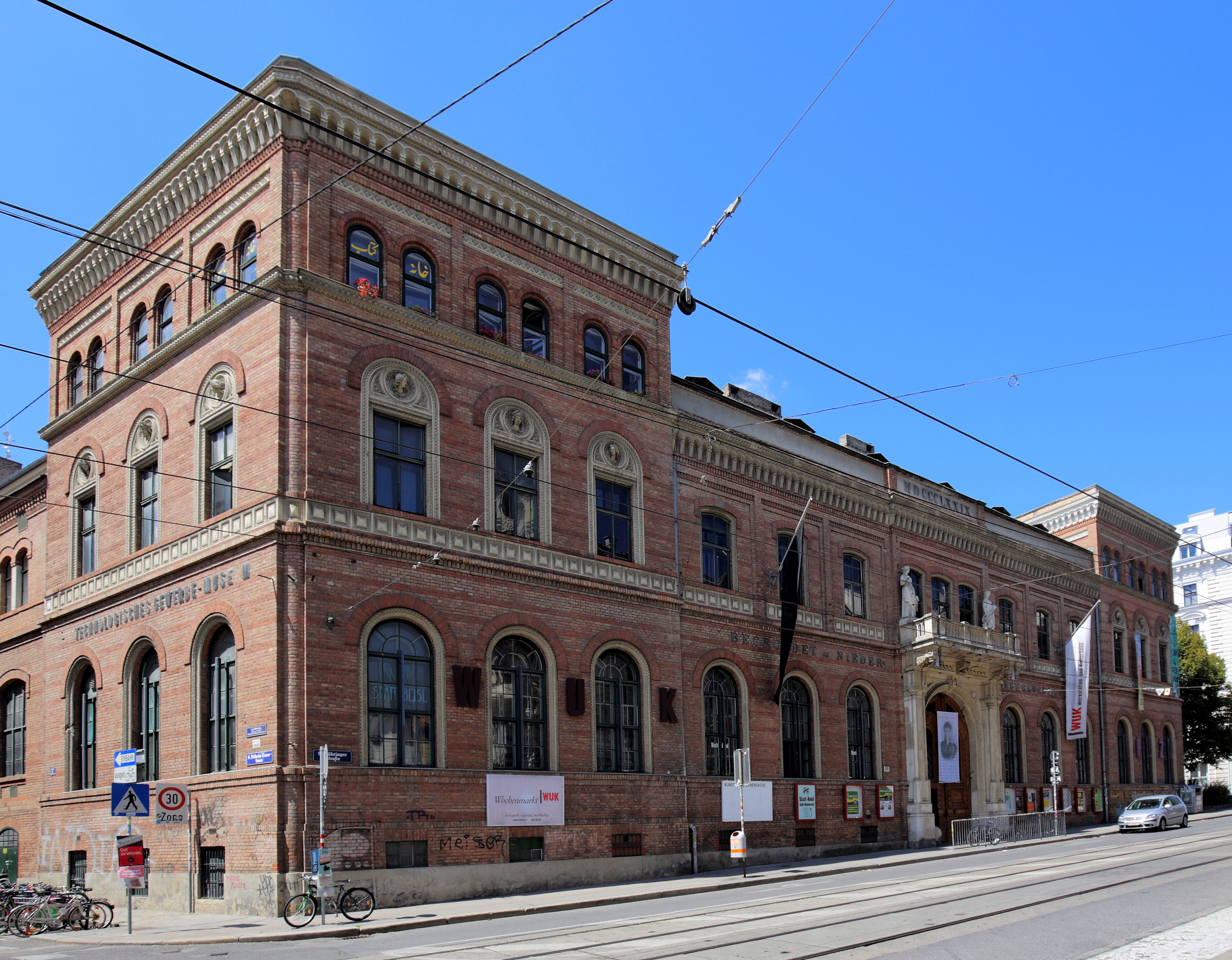
Altes TGM in Wien 9., Währinger Straße 59

Das Technologische Gewerbemuseum (TGM) (Eigenbezeichnung: tgm | Die Schule der Technik) ist eine Höhere Technische Bundeslehranstalt (HTL) in Wien, der eine staatlich akkreditierte Versuchsanstalt (HTBLuVA) angeschlossen ist.
Das TGM bietet Schülern, die die achte Schulstufe vollendet haben, eine technisch orientierte Fortsetzung ihrer Schullaufbahn zur Matura. Die Ausbildungsdauer beträgt in der Regel fünf Jahre mit dem Abschluss Reife- und Diplomprüfung (BHS-Matura). Nach einschlägiger Berufspraxis kann die Qualifikationsbezeichnung Ingenieur beantragt werden. Die Schule hat den Status einer Technischen und Gewerblichen Lehranstalt.
Als sogenannte Zentrallehranstalt ist sie direkt dem Bundesministerium für Bildung (BMB) unterstellt.

## Geschichte
Das TGM wurde am 26. Oktober 1879 von Wilhelm Exner unter der Schirmherrschaft des  Niederösterreichischen Gewerbevereins nach dem Vorbild des Conservatoire national des arts et métiers im 1. Wiener Gemeindebezirk, Eschenbachgasse 11, eröffnet. Zielsetzung des Gründers war, der österreichischen Wirtschaft – das waren zum Zeitpunkt der Gründung der Anstalt vorwiegend Gewerbebetriebe – eine Stätte der Weiterbildung für den Bereich der Technologie zur Verfügung zu stellen.
Dies geschah in der ersten Phase in Form von Ausstellungen und Beratungen, also einer Art musealen Struktur. Daraus ergab sich auch die Namensgebung. In der Folge entwickelten sich rasch schulische Strukturen, die den Aufbau der verschiedenen Lehranstalten nach sich zogen.
Im Jahr 1881 wurde die Schule mit der Niederen Fachschule für Möbel- und Bautischlerei erweitert. Ab diesem Jahr wurde jedem Lehrer für die Dauer seiner Tätigkeit der Professorentitel verliehen. Die nächste Erweiterung fand 1884 durch die Anmietung von Teilen des ehemaligen Wiener Zweigbetriebs der Siglschen Lokomotivfabrik (deren Zentrale in Wiener Neustadt war) im 9. Wiener Gemeindebezirk in der Währinger Straße 59 statt. In diesem Gebäude wurde die Ausbildung für Metallarbeiter, Elektrotechniker und Maschinenschlosser abgehalten.
Im Schuljahr 1896 wurde eine Gesamtschüleranzahl von 1000 Schülern überschritten und 1899 wurde die Höhere Fachschule für Elektrotechnik (5-jährig) eröffnet. 1905 wurde das TGM unter Direktor Georg Lauboeck verstaatlicht, drei Jahre später wurde es dem Handelsministerium unterstellt. 1911 wurde die Fachschule für Bau- und Maschinenschlosser in die Höhere Abteilung für Maschinentechnik (5-jährig) umgewandelt.
Der Amateursender der Versuchsanstalt für Radiotechnik begann 1937 regelmäßige Sendungen über Kurzwellen zu veröffentlichen. Im selben Jahr wurde der Verein der Alt-Technologen gegründet und 1958 maturierte die erste Schülerin am TGM.
Im Schuljahr 1979/80 übersiedelte das TGM vom alten Gebäude in der Währinger Straße in das neu errichtete Gebäude in der Wexstraße in der Brigittenau (20. Bezirk). Das alte Gebäude wird aktuell vom WUK - Kulturzentrum genützt. Der neue Standort beherbergt seitdem die komplette Schule, Werkstätten, Laboratorien sowie die Versuchsanstalt. Das Hauptgebäude des TGMs ist mit 16 Etagen und 68 Metern Höhe das höchste Schulgebäude Österreichs.

## Schule
Das TGM führt eine Tagesschule mit sieben Abteilungen:
- Höhere Lehranstalt für Elektronik und Technische Informatik
- Höhere Lehranstalt für Elektrotechnik
- Höhere Lehranstalt für Informationstechnologie
- Höhere Lehranstalt für Maschinenbau
- Höhere Lehranstalt für Kunststofftechnik
- Höhere Lehranstalt für Wirtschaftsingenieurwesen
- Höhere Lehranstalt für Biomedizin und Gesundheitstechnik

Außerdem Vorbereitungslehrgänge als Abendschule für Berufstätige:
- Höhere Lehranstalt für Elektronik
- Höhere Lehranstalt für Wirtschaftsingenieurwesen
- Werkmeisterschule für Maschinenbau-Betriebstechnik

Zusätzlich werden viersemestrige Kollegs angeboten.
Dem TGM ist eine akkreditierte Versuchsanstalt mit folgenden Bereichen angeschlossen:
- Elektrotechnik und Elektronik
- Maschinenwesen
- Baustoffe und Silikattechnik
- Kunststoff- und Umwelttechnik
- Akustik und Bauphysik
- Heizung und Lüftung

Die Schule hat (Stand 2016) ca. 3.674 Schüler.

## Schulversuch „Lernbüro“
Mit Beginn des Schuljahres 2016/17 wurde unter der Leitung des Abteilungsvorstandes der Informationstechnologie Gottfried Koppensteiner ein Schulversuch zur Einführung eines „Lernbüros“ gestartet. Das Ziel hierbei ist es, dass sich die Schüler ihr Wissen großteils selbst aneignen. Sie besitzen eine große Autonomie und können sich ihren Stundenplan überwiegend selbst zusammenstellen. Der anwesende Lehrer unterrichtet dabei nicht „klassisch“ aktiv, sondern steht vielmehr als Coach zur Seite. Zahlreiche Schulen aus Österreich schickten Vertreter an das TGM, um die neue Unterrichtsform zu beobachten. Die Wirtschaftsuniversität Wien untersucht den Schulversuch in einer Studie.
Beispiel: Abgabegespräch in Softwareentwicklung (SEW) Der Schüler geht zur Abgabe zu deren zugeteilter Lehrperson, dort wird die gemachte Aufgabe kontrolliert und besprochen, hierbei muss der Schüler auch einige Fragen dazu beantworten können.
Aufgaben werden in erweiterter Kompetenz (EK) und grundlegender Kompetenz (GK) absolviert.
Noten in EK und GK:
- 1: EKv (EK vollständig)
- 2: EKü (EK überwiegend)
- 3: GKv (GK vollständig)
- 4: GKü (GK überwiegend)
- 5:  - - -  (Nicht bestanden)

Wird in jedem Fach ausschließlich die grundlegende Kompetenz absolviert, so ergibt dies den Notendurchschnitt 3,0.

## Verband der Technologinnen und Technologen
Der Verband der Technologen ist eine Vereinigung von Absolventen und Schülern dieser Anstalt und wurde im Jahr 1947 gegründet. Er vertritt die Interessen der Absolventen; beispielsweise hilft er bei der Einreichung zum Ingenieurtitel und führt einen Adressendienst bzw. Adressensuchdienst. Der Technologenverband ist auch bemüht, Wünsche der Industrie bezüglich der Ausbildung an die Lehrerschaft, die Direktion und das Ministerium heranzutragen. Der Verband ist aber auch Anlaufstelle in allen Angelegenheiten, welche die Schüler betreffen.

## Bekannte Absolventen

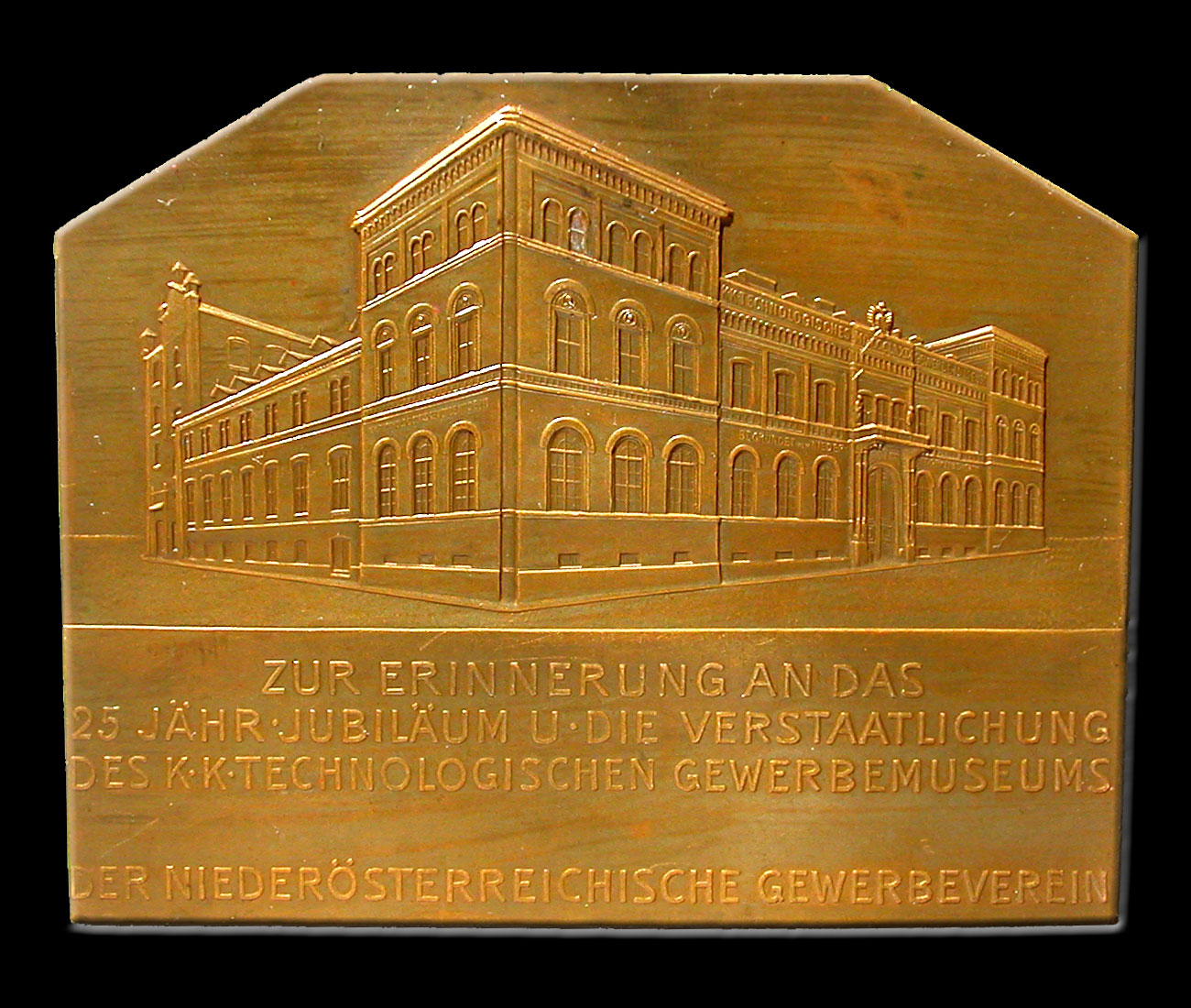
Altes TGM in Wien 9., Währinger Straße 59

- Hanns Hörbiger (1860–1931), Ingenieur
- Rudolf Häuser (1909–2000), Politiker
- Geiserich E. Tichy (* 1934), Ökonom
- Klaus Rott (* 1941), Schauspieler und Regisseur
- Georg Josef Riedel (* 1949), Unternehmer
- Siegfried Wolf (* 1957), Manager
- Erwin Wagenhofer (* 1961), Autor und Filmemacher
- Robert Zadrazil (* 1970), Bankmanager
- Ibrahim Olgun (* 1987), islamischer Theologe
- Saša Kalajdžić (* 1997), Fußballspieler